# Бакунц, Генрих Осипович
Генрих Осипович Бакунц (арм. Հենրիկ Հովսեփի Բակունց; 18 марта 1946, Домы, Мартунинский район, Нагорно-Карабахская автономная область, СССР — 26 ноября 2020, Ереван) ― советский и армянский врач-невролог, доктор медицинских наук (1990), профессор (1993). Академик Международной академии по экологии и биологической безопасности (1999). Известен своими работами по острым нарушениям мозгового кровообращения.

## Биография
Родился 18 марта 1946 года в селе Туми, Нагорно-Карабахская автономная область, Азербайджанская ССР, СССР.
В 1970 году окончил лечебно-профилактический факультет Ереванского государственного медицинского института.
С 1977 года начал работать заведующим специализированным отделением острых нарушений мозгового кровообращения клинической больницы скорой помощи Еревана. В том же году назначен руководителем ангионеврологической службы в Арменской ССР.
Генрих Бакунц основал клинику ангионеврологии с нейрореанимационной службой, отделением нейродетоксикации и кафедра ангионеврологии.
В 1988 году назначен заведующим лабораторией сосудистой патологии головного мозга центральной научно-исследовательской лаборатории Ереванского медицинского института, одновременно был главным врачом клиники ангионеврологии больницы скорой помощи.
В 1990 году защитил докторскую диссертацию на соискание учёной степени доктора медицинских наук. В том же году возглавил научно-исследовательский центр «Неврология катастроф». С 1993 года преподавал профессором на кафедре неврологии Ереванского мединститута.
В 1997 году стал профессором кафедры неврологии Национального института здравоохранения имени академика С. Авдалбекяна.
Умер 26 ноября 2020 года в Ереване.

## Научная деятельность
Генрих Бакунц занимался исследованием патогенетических механизмов цереброваскулярных расстройств, выявление роли экзо- и эндогенных факторов в возникновении нарушений мозгового кровообращения. Впервые в Армении организовал специализированное отделение с нейроанимационной службой для больных с острой цереброваскулярной патологией.
Изучал экзогенные и эндогенные факторы в патогенезе церебральных дисциркуляций. Также исследовал состояния гомеостаза организма на различных уровнях при цереброваскулярных заболеваниях.
Разработал программы вычисления наиболее информативных гомеостатических показателей объективизации патологического процесса при инсультах, прогноз ранних форм развития цереброваскулярной недостаточности, выбор стратегии профилактики и лечения различных форм инсульта.
Впервые сформулировал концепцию об общем звене в механизмах нарушения мозгового кровообращения, связанных с нарушением или сдвигом клеточной рецепции, что в конечном итоге приводит к развитию очага мозговой дисциркуляции, а так же выделение интегральной роли и значении нейроиммунноэндокринной сети в патогенезе инсультов.
Под его руководством защищены 4 кандидатские диссертации.